# Galostre
Le ruisseau de Galostre (ou ruisseau du Galostre ou ruisseau de Galaustre) est un ruisseau français du département de la Gironde, affluent de l’Isle et sous-affluent de la Dordogne.
Il prend sa source vers 70 mètres d'altitude sur la commune de Maransin, quatre kilomètres au nord-nord-est du bourg, près du lieu-dit les Carderies.
Il rejoint l’Isle en rive droite à moins de cinq mètres d'altitude, deux kilomètres au sud-ouest de Guîtres, au lieu-dit Pommier. Les trois derniers kilomètres de son cours séparent les communes de Guîtres et de Saint-Martin-de-Laye.
Son cours, long de 9,9 km, s'effectue uniquement sur les trois communes précitées, toutes trois dans le canton de Guîtres en Gironde.

## Affluents
Le ruisseau de Galostre a trois courts affluents répertoriés : le ruisseau de la Vergnée, le ruisseau de la Fontaine d'Andreau et le ruisseau de l'Ombrière.